# Bill Long
Bill Long (* 28. April 1932 in Waterford; † 21. Mai 2010) war ein irischer Schriftsteller und Rundfunksprecher. Er trat häufig bei RTÉ Radio 1 auf. Außerdem war er Irlands am längsten lebender Herztransplantationspatient.

## Frühe Jahre
Long wurde in Waterford geboren. Er lebte in einem strohgedeckten Haus mit seiner Familie, einschließlich Mutter, Vater, Bruder und der Großeltern mütterlicherseits. Sein Vater war ein Gemüsebauer. Long war als Kind versessen aufs Lesen, so verschlang er Henry David Thoreau, Henry Wadsworth Longfellow und Zane Grey. Dadurch bekam er Ärger in der Schule, da er las wenn er vermeintlich vorgab sich den religiösen Studien zu widmen. Seine Zeit im Internat wurde finanziert von einem Freund der Familie, aber er brach nach zwei Jahren ab. Er besuchte die Schule der Congregation of Christian Brothers in Tramore, aber brach auch diese im Alter von 14 Jahren ab. Mit seiner Frau Peg hatte er zwei Söhne und zwei Töchter.

## Karriere
Nachdem Long die Schule verlassen hatte, warb er bei der Navy an. Er verließ sie aber bald wieder. Er begann für den Cork Examiner zu arbeiten, bevor er zu einer Zeitung in Waterford wechselte, danach ging er zur Irish Press, gefolgt von der Irish Independent, der The Irish Times und kurz zu Raidió Teilifís Éireann. Auch arbeitete er in der Öffentlichkeitsabteilung von Revlon. Long wohnte in London, wo Raymond Chandler sein Nachbar war. Die zwei waren eng miteinander verbunden, da beide zusammen eine Jugend Waterford teilten. Long unternahm auch Reisen in die Vereinigten Staaten und nach Südamerika. Er lernte Persönlichkeiten wie Thomas Merton und Katherine Anne Porter kennen, von denen der letztere ihn ernsthaft ermutigte zu schreiben. Er gab seinen Job bei Revlon auf. Um seine Familie zu ernähren, machte er, neben seiner schriftstellerischen Tätigkeit, Radio-Dokumentationen. Zu diesen Dokumentationen gehört Singing Ark (wofür er einen Jacob’s Awards gewann) und die Dylan-Thomas-Dokumentation Flowering Flood. Außerdem moderierte er bei RTÉ Radio 1 Sunday Miscellany. Zudem war Long Dozent für Theologie an der National University of Ireland, Maynooth.
Mit Bright Light, White Water, veröffentlicht er 1993 ein Buch, in dem er die Geschichte eines jeden irischen Leuchtturms und ihrer Wärter dokumentierte. Nach einem Herzinfarkt unterzog er sich 1994 einer Transplantation. Diese und seine Erholung erregte öffentliches Interesse – RTÉ drehte einen Dokumentarfilm und Longs Buch Change of Heart, beschrieb, was geschehen war und befürwortete die verstärkte Aufklärung der Spender. Er war weiterhin in der Lage zu schreiben und veröffentlichte weitere Bücher, seinen Memoiren vollendete er kurz vor seinem Tod im Jahr 2010.

## Werke
- Bright Light, White Water (1993)
- Change of Heart (?)
- Titel unbekannt (Memoiren) (2010)